# BNP Paribas Open 2016
BNP Paribas Open 2016 (також відомий під назвою Мастерс Індіан-Веллс 2016) — професійний тенісний турнір, що проходив на відкритих кортах з твердим покриттям Indian Wells Tennis Garden в Індіан-Веллсі (США). Це був 43-й за ліком турнір серед чоловіків і 28-й - серед жінок. Належав до категорії Мастерс у рамках Туру ATP 2016 і серії Premier Mandatory в рамках Туру WTA 2016. Тривав з 7 до 20 березня 2016 року.

## Очки і призові

### Нарахування очок
| Дисципліна                 | П    | Ф   | ПФ  | ЧФ  | 1/8 | 1/16 | 1/32 | 1/64 | Q   | Q2  | Q1  |
| Одиночний розряд, чоловіки | 1000 | 600 | 360 | 180 | 90  | 45   | 25*  | 10   | 16  | 8   | 0   |
| Парний розряд, чоловіки    | 1000 | 600 | 360 | 180 | 90  | 0    | Н/Д  | Н/Д  | Н/Д | Н/Д | Н/Д |
| Одиночний розряд, жінки    | 1000 | 650 | 390 | 215 | 120 | 65   | 35*  | 10   | 30  | 20  | 2   |
| Парний розряд, жінки       | 1000 | 650 | 390 | 215 | 120 | 10   | Н/Д  | Н/Д  | Н/Д | Н/Д | Н/Д |

- Players with byes receive first-round points.

### Призові гроші
| Дисципліна                 | П          | F        | ПФ       | ЧФ       | 1/8     | 1/16    | 1/32    | 1/64    | Q2     | Q1     |
| Чоловіки, одиночний розряд | $1,028,300 | $501,815 | $251,500 | $128,215 | $67,590 | $36,170 | $19,530 | $11,970 | $3,565 | $1,825 |
| Жінки, одиночний розряд    | $1,028,300 | $501,815 | $251,500 | $128,215 | $67,590 | $36,170 | $19,530 | $11,970 | $3,565 | $1,825 |
| Чоловіки, парний розряд    | $336,920   | $164,420 | $82,410  | $42,000  | $22,140 | $11,860 | Н/Д     | Н/Д     | Н/Д    | Н/Д    |
| Жінки, парний розряд       | $336,920   | $164,420 | $82,410  | $42,000  | $22,140 | $11,860 | Н/Д     | Н/Д     | Н/Д    | Н/Д    |

## Учасники основної сітки в рамках чоловічого турніру

### Сіяні учасники
Нижче подано список сіяних гравців. Рейтинг і посів визначено на основі рейтингу ATP станом на 7 березня 2016.
| Сіяний | Рейтинг | Гравець               | Очки перед | Очки, що захищає | Очки здобуті | Очки після | Підсумок                                        |
| ------ | ------- | --------------------- | ---------- | ---------------- | ------------ | ---------- | ----------------------------------------------- |
| 1      | 1       | Новак Джокович        | 16,540     | 1,000            | 1,000        | 16,540     | Чемпіон, — Мілош Раоніч [12]                    |
| 2      | 2       | Енді Маррей           | 8,685      | 360              | 45           | 8,370      | 3 коло, його переміг Федеріко Дельбоніс         |
| 3      | 4       | Стен Вавринка         | 6,325      | 10               | 90           | 6,405      | 4 коло, його переміг Давід Ґоффен [15]          |
| 4      | 5       | Рафаель Надаль        | 4,810      | 180              | 360          | 4,990      | півфінал, його переміг Новак Джокович [1]       |
| 5      | 6       | Кей Нісікорі          | 3,980      | 90               | 180          | 4,070      | чвертьфінал, його переміг Рафаель Надаль [4]    |
| 6      | 7       | Томаш Бердих          | 3,900      | 180              | 90           | 3,810      | 4 коло, його переміг Мілош Раоніч [12]          |
| 7      | 9       | Жо-Вілфрід Тсонга     | 2,950      | 0                | 180          | 3,130      | чвертьфінал, його переміг Новак Джокович [1]    |
| 8      | 10      | Рішар Гаске           | 2,715      | 10               | 90           | 2,795      | 4 коло, його переміг Марин Чилич [10]           |
| 9      | 11      | Джон Ізнер            | 2,585      | 90               | 90           | 2,585      | 4 коло, його переміг Кей Нісікорі [5]           |
| 10     | 12      | Марин Чилич           | 2,555      | 10               | 180          | 2,725      | чвертьфінал, його переміг Давід Ґоффен [15]     |
| 11     | 13      | Домінік Тім           | 2,430      | 10               | 90           | 2,510      | 4 коло, його переміг Жо-Вілфрід Тсонга [7]      |
| 12     | 14      | Мілош Раоніч          | 2,410      | 360              | 600          | 2,650      | Фіналіст, його переміг Новак Джокович [1]       |
| 13     | 16      | Гаель Монфіс          | 1,950      | 0                | 180          | 2,130      | чвертьфінал, його переміг Мілош Раоніч [12]     |
| 14     | 17      | Роберто Баутіста Аґут | 1,935      | 45               | 45           | 1,935      | 3 коло, його переміг Фелісіано Лопес [18]       |
| 15     | 18      | Давід Ґоффен          | 1,930      | 0                | 360          | 2,290      | півфінал, його переміг Мілош Раоніч [12]        |
| 16     | 19      | Жиль Сімон            | 1,855      | 90               | 45           | 1,810      | 3 коло, його переміг Олександр Звєрєв           |
| 17     | 20      | Бернард Томіч         | 1,805      | 180              | 45           | 1,670      | 3 коло знявся проти Мілош Раоніч [12]           |
| 18     | 21      | Фелісіано Лопес       | 1,630      | 180              | 90           | 1,540      | 4 коло, його переміг Новак Джокович [1]         |
| 19     | 22      | Бенуа Пер             | 1,581      | (20)†            | 10           | 1,571      | 2-ге коло, його переміг Адріан Маннаріно        |
| 20     | 23      | Віктор Троїцький      | 1,580      | 10               | 10           | 1,580      | 2-ге коло, його переміг Леонардо Маєр           |
| 21     | 24      | Джек Сок              | 1,570      | 90               | 45           | 1,525      | 3 коло, його переміг Домінік Тім [11]           |
| 22     | 25      | Пабло Куевас          | 1,510      | 45               | 10           | 1,475      | 2-ге коло, його переміг Гвідо Пелья             |
| 23     | 26      | Григор Димитров       | 1,420      | 45               | 10           | 1,385      | 2-ге коло, його переміг Олександр Звєрєв        |
| 24     | 27      | Нік Киріос            | 1,420      | 25               | 10           | 1,405      | 2-ге коло, його переміг Альберт Рамос-Віньйолас |
| 25     | 28      | Мартін Кліжан         | 1,420      | 25               | 10           | 1,405      | 2-ге коло знявся проти Фернандо Вердаско        |
| 26     | 29      | Олександр Долгополов  | 1,330      | 45               | 45           | 1,330      | 3 коло, його переміг Рішар Гаске [8]            |
| 27     | 30      | Філіпп Кольшрайбер    | 1,330      | 45               | 45           | 1,330      | 3 коло, його переміг Новак Джокович [1]         |
| 28     | 32      | Жеремі Шарді          | 1,255      | 10               | 10           | 1,255      | 2-ге коло, його переміг Андрій Кузнєцов         |
| 29     | 33      | Томас Беллуччі        | 1,200      | 10               | 10           | 1,200      | 2-ге коло, його переміг Борна Чорич             |
| 30     | 35      | Стів Джонсон          | 1,190      | 45               | 45           | 1,190      | 3 коло, його переміг Кей Нісікорі [5]           |
| 31     | 36      | Сем Кверрі            | 1,175      | 10               | 45           | 1,210      | 3 коло, його переміг Жо-Вілфрід Тсонга [7]      |
| 32     | 37      | Жуан Соуза            | 1,146      | 10               | 10           | 1,146      | 2-ге коло, його переміг Федеріко Дельбоніс      |

† 2015 року гравець не кваліфікувався на турнір. Тож його очки за потрапляння до 18-ти найкращих відраховано.

### Інші учасники
Нижче наведено учасників, які отримали вайлдкард на участь в основній сітці:
- Хуан Мартін дель Потро
- Джаред Доналдсон
- Тейлор Фріц
- Маккензі Макдоналд
- Френсіс Тіафо

Учасник, що потрапив в основну сітку завдяки захищеному рейтингові:
- Дмитро Турсунов

Нижче наведено гравців, які пробились в основну сітку через стадію кваліфікації:
- Міхаель Беррер
- Бйорн Фратанджело
- Раян Гаррісон
- П'єр-Юг Ербер
- Йозеф Ковалік
- Венсан Мійо
- Ренцо Оліво
- Пітер Поланскі
- Noah Rubin
- Alexander Sarkissian
- Тім Смичек
- Марко Трунгелліті

### Відмовились від участі
До початку турніру
- Кевін Андерсон → його замінив  Ражів Рам
- Пабло Андухар → його замінив  Михайло Кукушкін
- Маркос Багдатіс → його замінив   Євген Донской
- Сімоне Болеллі → його замінив  Дмитро Турсунов
- Роджер Федерер → його замінив  Олександр Звєрєв
- Давид Феррер → його замінив   Джон Міллман
- Фабіо Фоніні → його замінив  Михайло Южний
- Андреас Гайдер-Маурер → його замінив  Ернестс Гульбіс
- Єжи Янович → його замінив  Дієго Шварцман
- Іво Карлович → його замінив  Люка Пуй
- Паоло Лоренці → його замінив  Дамір Джумгур
- Томмі Робредо → його замінив  Кайл Едмунд
- Сергій Стаховський → його замінив  Тіємо де Баккер
- Янко Типсаревич → його замінив  Марсель Гранольєрс

Під час турніру
- Михайло Южний

### Знялись
- Мартін Кліжан
- Бернард Томіч

## Учасники основної сітки в парному розряді

### Сіяні пари
| Країна          | Гравець            | Країна   | Гравець        | Рейтинг1 | Сіяний |
| --------------- | ------------------ | -------- | -------------- | -------- | ------ |
| Нідерланди      | Жан-Жульєн Роєр    | Румунія  | Горія Текеу    | 7        | 1      |
| Хорватія        | Іван Додіг         | Бразилія | Марсело Мело   | 8        | 2      |
| США             | Боб Браян          | США      | Майк Браян     | 11       | 3      |
| Велика Британія | Джеймі Маррей      | Бразилія | Бруно Соарес   | 12       | 4      |
| Індія           | Роган Бопанна      | Румунія  | Флорін Мерджа  | 20       | 5      |
| Канада          | Вашек Поспішил     | США      | Джек Сок       | 31       | 6      |
| Франція         | П'єр-Юг Ербер      | Франція  | Ніколя Маю     | 31       | 7      |
| Франція         | Едуар Роже-Васслен | Сербія   | Ненад Зімоньїч | 36       | 8      |

- 1 Рейтинг подано станом на 7 березня 2016.

### Інші учасники
Нижче наведено пари, які отримали вайлдкард на участь в основній сітці:
- Магеш Бгупаті /  Стен Вавринка
- Нік Киріос /  Олександр Звєрєв

Нижче наведено пари, які отримали місце в основній сітці як заміни:
- Жеремі Шарді /  Фабріс Мартен
- Marek Michalička /  Іво Мінарж

### Відмовились від участі
До початку турніру
- Магеш Бгупаті (травма ноги)
- Нік Киріос (хвороба)

### Знялись
- Роберт Фара (травма шиї)

## Учасниці основної сітки в рамках жіночого турніру

### Сіяні учасниці
Нижче подано список сіяних гравчинь. Посів визначено на основі рейтингу WTA станом на 29 лютого 2016. Рейтинг і очки перед наведено на 7 березня 2016.
| Сіяна | Рейтинг | Гравчиня               | Очки перед | Очки, що захищає | Очки здобуті | Очки після | Підсумок                                         |
| ----- | ------- | ---------------------- | ---------- | ---------------- | ------------ | ---------- | ------------------------------------------------ |
| 1     | 1       | Серена Вільямс         | 9,245      | 390              | 650          | 9,505      | Runner-up,, її перемогла Вікторія Азаренко [13]  |
| 2     | 2       | Анджелік Кербер        | 5,700      | 10               | 10           | 5,700      | 2-ге коло, її перемогла Деніса Аллертова         |
| 3     | 3       | Агнешка Радванська     | 5,450      | 65               | 390          | 5,775      | півфінал, її перемогла Серена Вільямс [1]        |
| 4     | 4       | Гарбінє Мугуруса       | 4,831      | 65               | 10           | 4,776      | 2-ге коло, її перемогла Крістіна Макгейл         |
| 5     | 5       | Сімона Халеп           | 4,745      | 1,000            | 215          | 3,960      | чвертьфінал, її перемогла Серена Вільямс [1]     |
| 6     | 6       | Карла Суарес Наварро   | 4,015      | 215              | 0            | 3,800      | знялись у другому раунді                         |
| 7     | 8       | Белінда Бенчич         | 3,505      | 120              | 65           | 3,450      | 3 коло, її перемогла Магдалена Рибарикова        |
| 8     | 9       | Петра Квітова          | 3,483      | 0                | 215          | 3,698      | чвертьфінал, її перемогла Агнешка Радванська [3] |
| 9     | 10      | Роберта Вінчі          | 3,455      | 35               | 120          | 3,540      | 4 коло знялася проти Магдалена Рибарикова        |
| 10    | 12      | Вінус Вільямс          | 3,082      | 0                | 10           | 3,092      | 2-ге коло, її перемогла Курумі Нара [Q]          |
| 11    | 13      | Луціє Шафарова         | 2,823      | 65               | 10           | 2,768      | 2-ге коло, її перемогла Ярослава Шведова         |
| 12    | 21      | Тімеа Бачинскі         | 2,440      | 215              | 120          | 2,345      | 4 коло, її перемогла Дарія Касаткіна             |
| 13    | 15      | Вікторія Азаренко      | 2,660      | 65               | 1,000        | 3,595      | Чемпіонка, — Серена Вільямс [1]                  |
| 14    | 18      | Ана Іванович           | 2,531      | 65               | 65           | 2,531      | 3 коло, її перемогла Кароліна Плішкова [18]      |
| 15    | 16      | Сара Еррані            | 2,585      | 65               | 10           | 2,530      | 2-ге коло, її перемогла Леся Цуренко             |
| 16    | 17      | Світлана Кузнецова     | 2,535      | 65               | 10           | 2,480      | 2-ге коло, її перемогла Коко Вандевей            |
| 17    | 14      | Еліна Світоліна        | 2,750      | 120              | 65           | 2,695      | 3 коло, її перемогла Роберта Вінчі [9]           |
| 18    | 19      | Кароліна Плішкова      | 2,525      | 120              | 390          | 2,795      | півфінал, її перемогла Вікторія Азаренко [13]    |
| 19    | 20      | Єлена Янкович          | 2,505      | 650              | 120          | 1,975      | 4 коло, її перемогла Агнешка Радванська [3]      |
| 20    | 25      | Каролін Возняцкі       | 2,046      | 65               | 10           | 1,991      | 2-ге коло, її перемогла Ч Шуай [WC]              |
| 21    | 22      | Слоун Стівенс          | 2,215      | 120              | 10           | 2,105      | 2-ге коло, її перемогла Ежені Бушар              |
| 22    | 23      | Андреа Петкович        | 2,110      | 10               | 10           | 2,110      | 2-ге коло, її перемогла Барбора Стрицова         |
| 23    | 24      | Медісон Кіз            | 2,060      | 65               | 10           | 2,005      | 2-ге коло, її перемогла Ніколь Гіббс [Q]         |
| 24    | 27      | Анастасія Павлюченкова | 1,920      | 65               | 10           | 1,865      | 2-ге коло, її перемогла Катерина Бондаренко [Q]  |
| 25    | 26      | Джоанна Конта          | 1,928      | (20)†            | 120          | 2,028      | 4 коло, її перемогла Кароліна Плішкова [18]      |
| 26    | 28      | Саманта Стосур         | 1,845      | 65               | 120          | 1,900      | 4 коло, її перемогла Вікторія Азаренко [13]      |
| 27    | 29      | Крістіна Младенович    | 1,780      | 10               | 10           | 1,780      | 2-ге коло, її перемогла Юлія Путінцева           |
| 28    | 30      | Анна Кароліна Шмідлова | 1,690      | 10               | 10           | 1,690      | 2-ге коло, її перемогла Моніка Пуїг              |
| 29    | 31      | Сабіне Лісіцкі         | 1,682      | 390              | 10           | 1,302      | 2-ге коло, її перемогла Юганна Ларссон           |
| 30    | 32      | Катерина Макарова      | 1,571      | 65               | 65           | 1,571      | 3 коло, її перемогла Сімона Халеп [5]            |
| 31    | 33      | Дарія Гаврилова        | 1,430      | 120              | 10           | 1,375      | 2-ге коло, її перемогла Магдалена Рибарикова     |
| 32    | 34      | Моніка Нікулеску       | 1,380      | 35               | 65           | 1,410      | 3 коло, її перемогла Агнешка Радванська [3]      |

† 2015 року гравчиня не кваліфікувалась на турнір. Тож її очки за потрапляння в 16 найкращих відраховано.

### Інші учасниці
Нижче наведено учасниць, які отримали вайлдкард на участь в основній сітці:
- Саманта Кроуфорд
- Лорен Девіс
- Даніела Гантухова
- Джеймі Лоеб
- Алісон Ріск
- Шелбі Роджерс
- Гезер Вотсон
- Ч Шуай

Такі учасниці отримали право на участь в основній сітці завдяки захищеному рейтингові:
- Петра Цетковська
- Ваня Кінґ
- Пен Шуай
- Лора Робсон
- Галина Воскобоєва

Нижче наведено гравчинь, які пробились в основну сітку через стадію кваліфікації:
- Кікі Бертенс
- Катерина Бондаренко
- Ніколь Гіббс
- Курумі Нара
- Одзакі Ріса
- Полін Пармантьє
- Крістина Плішкова
- Олександра Соснович
- Лаура Зігемунд
- Катерина Сінякова
- Тейлор Таунсенд
- Донна Векич

Як щасливий лузер в основну сітку потрапили такі гравчині:
- Анна-Лена Фрідзам

### Відмовились від участі
До початку турніру
- Мона Бартель → її замінила  Магдалена Рибарикова
- Алізе Корне → її замінила  Маріана дуке-Маріньйо
- Карін Кнапп → її замінила  Ваня Кінґ
- Варвара Лепченко → її замінила  Цветана Піронкова
- Марія Шарапова (forearm injury and provisional suspension) →  її замінила Юлія Путінцева
- Карла Суарес Наварро → її замінила  Анна-Лена Фрідзам
- Айла Томлянович → її замінила  Ірина Фалконі

### Знялись
- Полін Пармантьє
- Барбора Стрицова
- Роберта Вінчі

## Учасниці основної сітки в парному розряді

### Сіяні пари
| Країна            | Гравчиня          | Країна            | Гравчиня             | Рейтинг1 | Сіяна |
| ----------------- | ----------------- | ----------------- | -------------------- | -------- | ----- |
| Швейцарія         | Мартіна Хінгіс    | Індія             | Саня Мірза           | 2        | 1     |
| Китайський Тайбей | Чжань Хаоцін      | Китайський Тайбей | Чжань Юнжань         | 11       | 2     |
| Угорщина          | Тімеа Бабош       | Казахстан         | Ярослава Шведова     | 17       | 3     |
| Чехія             | Андреа Главачкова | Чехія             | Луціє Градецька      | 22       | 4     |
| Росія             | Катерина Макарова | Чехія             | Луціє Шафарова       | 25       | 5     |
| Франція           | Каролін Гарсія    | Франція           | Крістіна Младенович  | 26       | 6     |
| Іспанія           | Гарбінє Мугуруса  | Іспанія           | Карла Суарес Наварро | 31       | 7     |
| США               | Ракель Атаво      | США               | Абігейл Спірс        | 39       | 8     |

- 1 Рейтинг подано станом на 29 лютого 2016.

### Інші учасниці
Нижче наведено пари, які отримали вайлдкард на участь в основній сітці:
- Деніса Аллертова /  Петра Квітова
- Кірстен Фліпкенс /  Ана Іванович
- Анджелік Кербер /  Андреа Петкович
- Світлана Кузнецова /  Анастасія Павлюченкова

Наведені нижче пари отримали місце як заміна:
- Катерина Бондаренко /  Ольга Савчук

### Відмовились від участі
До початку турніру
- Каролін Гарсія (травма спини)

## Переможці та фіналісти

### Одиночний розряд, чоловіки
- Новак Джокович —  Мілош Раоніч, 6–2, 6–0

### Одиночний розряд, жінки
- Вікторія Азаренко —  Серена Вільямс, 6–4, 6–4

### Парний розряд, чоловіки
- П'єр-Юг Ербер /  Ніколя Маю —  Вашек Поспішил /  Джек Сок, 6–3, 7–6(7–5)

### Парний розряд, жінки
- Бетані Маттек-Сендс /  Коко Вандевей —  Юлія Гергес /  Кароліна Плішкова, 4–6, 6–4, [10–6]